# 波吉里登蒂
波吉里登蒂（義大利語：Poggiridenti），是意大利松德里奥省的一个市镇。总面积2平方公里，人口1881人，人口密度940.5人/平方公里（2009年）。国家统计（ISTAT）代码为014051。